# سلافكو كوتنيك
سلافكو كوتنيك (بالسلوفينية: Slavko Kotnik)‏ مواليد 3 نوفمبر 1962 في ماريبور، جمهورية يوغوسلافيا الاشتراكية الاتحادية، هو لاعب كرة سلة سلوفيني معتزل. بدأ مسيرته الاحترافية في سنة 1983. يبلغ طوله 6 قدم 9 بوصة (2.1 م). اعتزل اللعب في 2002.

## المسيرة الاحترافية
لعب مع نادي أوليمبيا لكرة السلة من سنة 1983 إلى 1993، ثم لعب مع رير فينيزيا مستري في موسم 1993–1994، ثم لعب مع سي بي إستوديانتس في الدوري الإسباني في سنة 1994، ثم لعب مع باسكت مانريسا في موسم 1994–1995، ثم لعب مع نادي دافنيس لكرة السلة في موسم 1997–1998، ثم لعب مع نادي أوليمبيا لكرة السلة من سنة 1998 إلى 2002.

## روابط خارجية
- سلافكو كوتنيك على موقع الاتحاد الدولي لكرة السلة (الإنجليزية)
- سلافكو كوتنيك على موقع الدوري الإسباني لكرة السلة (الإسبانية)
- سلافكو كوتنيك على موقع كرة السلة الأوروبية.كوم (الإنجليزية)
- سلافكو كوتنيك على موقع ريلجم (الإنجليزية)
- سلافكو كوتنيك على موقع بروبوليرز (الإنجليزية)
- سلافكو كوتنيك على موقع سبورتس رفرنس (الإنجليزية)